# OBS!
 Denne artikel omhandler butikskæden. Opslagsordet har også en anden betydning, se OBS.
OBS! var en dansk butikskæde bestående af 12 lavprisvarehuse, som var ejet af FDB.
Kæden blev etableret i 1972 og var frem til nedlæggelsen en underskudsforretning. I 1997 forsøgte FDB at redde kæden ved at danne et fælles selskab sammen med de svenske og norske brugsbevægelser NKL og KF i håb om at skabe en mere rentabel forretning. Det lykkedes imidlertid ikke, og i andet halvår af 2002 valgte FDB at omdanne varehusene til det nydannede koncept Kvickly xtra, som heller ikke var nogen succes og derfor blev lavet om til almindelige Kvickly-butikker i 2009.
I 1996 omsatte OBS! for 2,9 mia. kr. og beskæftigede 1.554 ansatte.

## Varehuse
- Høje-Taastrup (City 2)
- Odense (Rosengårdcentret)
- Randers
- Helsingør (Prøvestenscentret)
- Herning
- Nørresundby
- Slagelse (VestsjællandsCentret)
- Esbjerg
- Horsens
- Aarhus (Viby)
- Holstebro
- Hillerød